# (a)phònica, Festival de la Veu de Banyoles

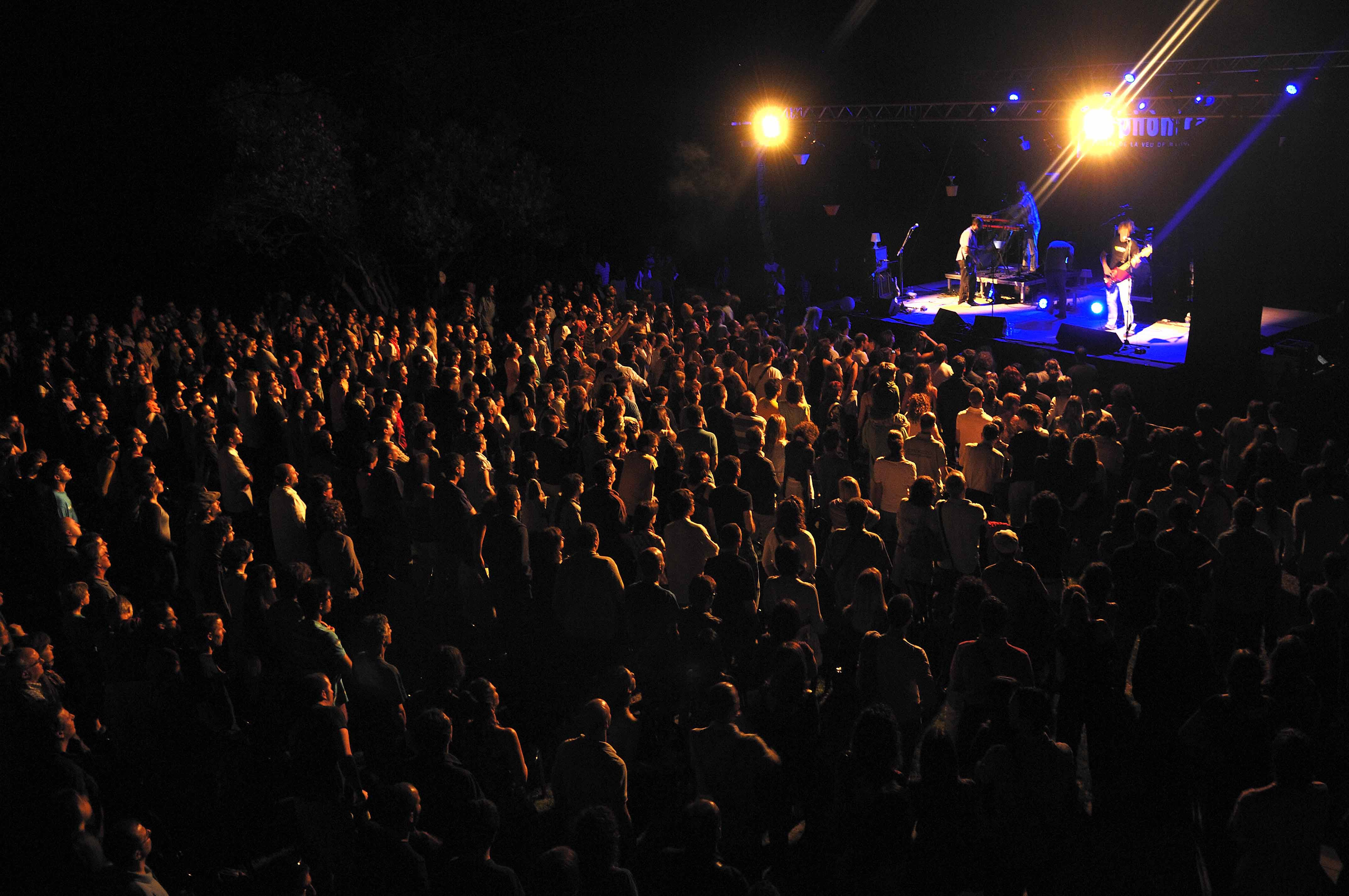
(a)phònica 2011

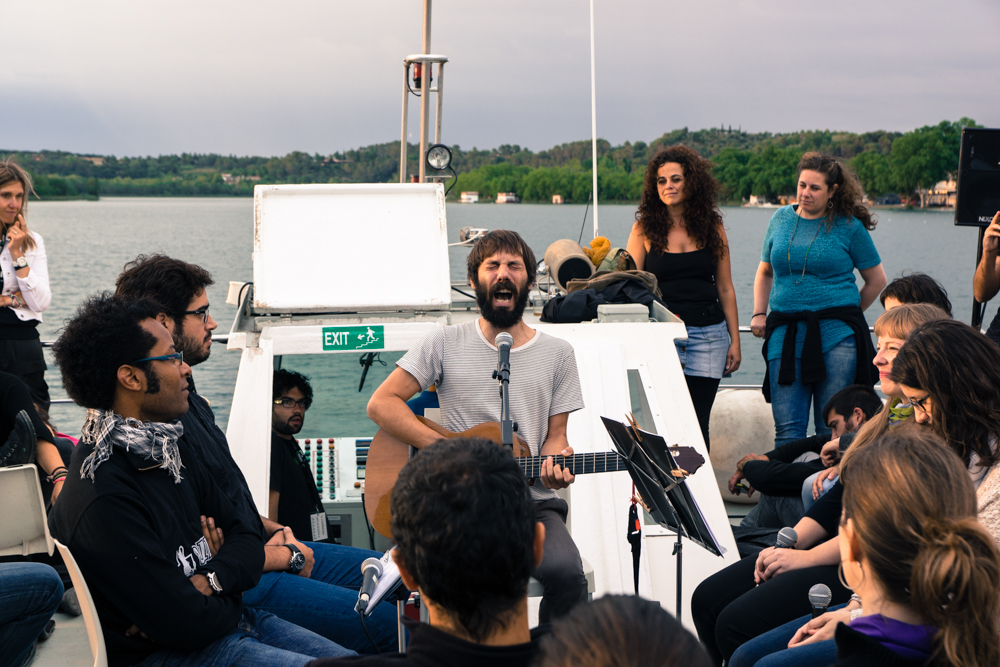
(a)phònica 2014

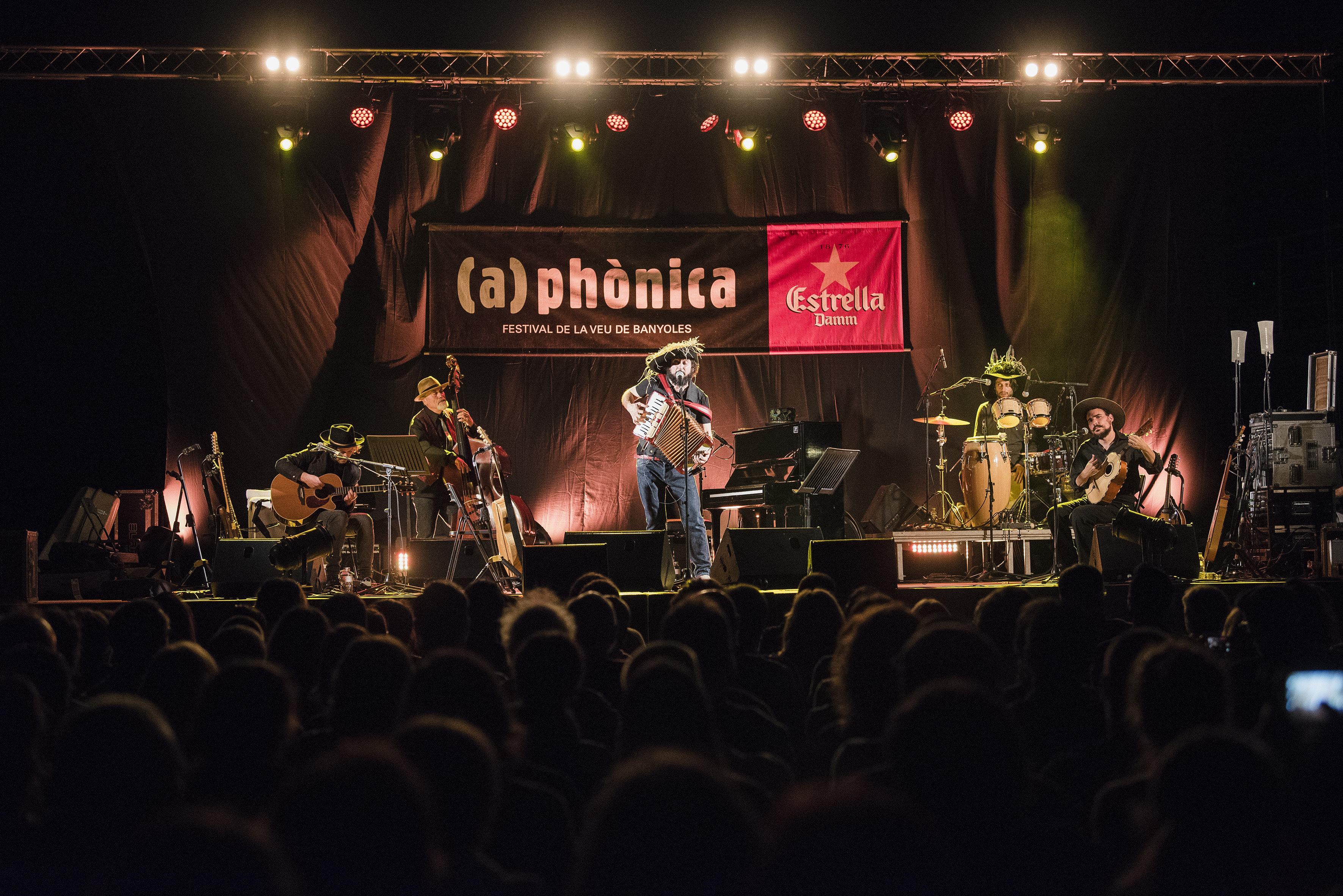
(a)phònica 2018

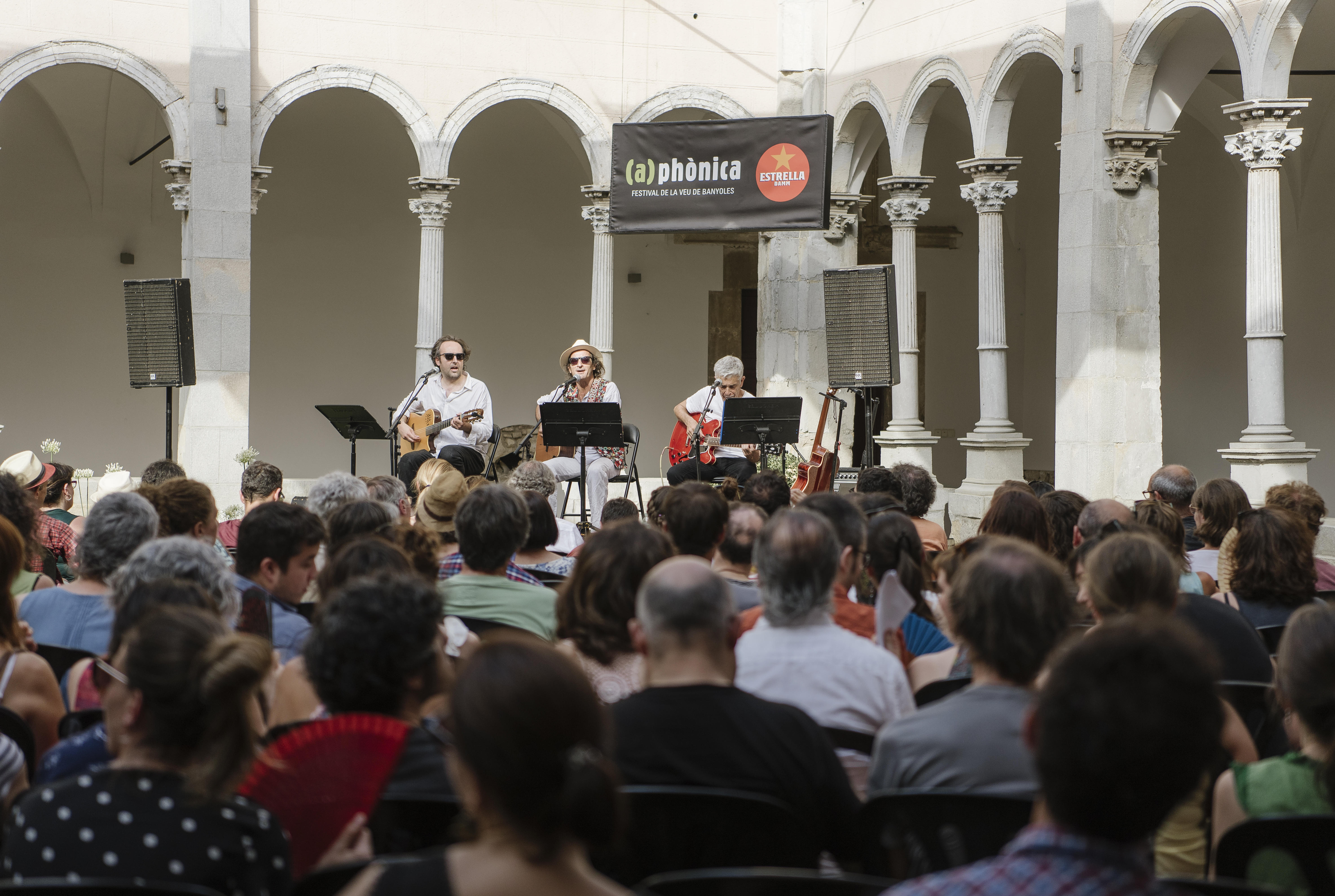
(a)phònica 2019

El Festival de la Veu de Banyoles, (a)phònica, és un festival de música centrat en la veu, i amb propostes de cançó d’autor, el beatbox o el jazz, que té lloc a Banyoles (Pla de l'Estany, Girona), que ha arribat a aplegar unes 18.000 persones. L'any 2020, el festival fou posposat degut a la Pandèmia de COVID-19 a Catalunya, tenint lloc la següent edició del 24 al 27 de juny de l'any 2021.

## Artistes en cartell

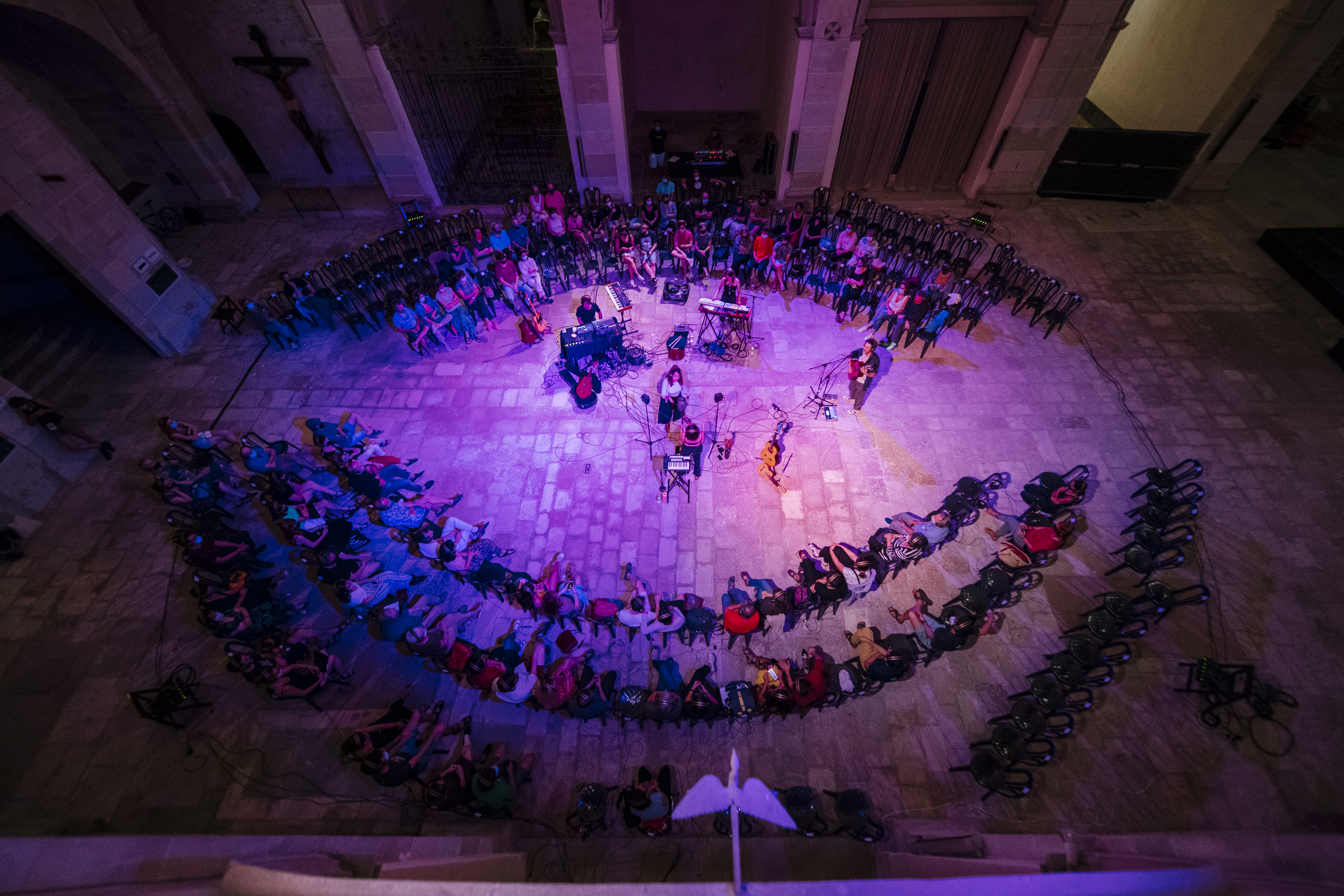
(a)phònica 2021

El cartell abraça estils molt diferents, intercalant propostes desconegudes per a la gran majoria però de gran interès amb artistes reconeguts per tothom, en els que la majoria dels actes són gratuïts.
- 2005: Cor de Teatre i Babaus Teatre, The Zion Gospel Singers, Roger Mas, Gerard Jacquet, Enric Casasses, Pascal Comelade, Dúmbala Canalla, Amanda Members, Jordi Dauder, Jorge Drexler, Nit de Cants Improvisats, Toti Soler, Ester Formosa, Carles Rabassa, Jabier Muguruza, Miquel Gil, Narf, Cris Juanico, Coral Lieder Càmera.[6]

- 2006: Joan Isaac, Accidents Polipoètics, Macedònia, Ars Vetus, Arianna Savall amb Peter Johansen, Cap Pela, Refree, Miguel Poveda, Misnoma, Facto Delafé y las Flores Azules, Ariel Rot, Cor de Teatre de Banyoles, Lluís Llach, Gospel Viu!, Feliu Ventura.[7]
- 2007: Cor de Cambra de Lleida, Voices of Praise, Lo Còr de la Plana, Xavier Baró & l'Art de la Troba, Conxita, Sólo los Solo, The Dirty Club, Jay Jay Johanson, Estanislau Verdet amb els Cantimplores Marramiau, Albert Pla, Il Dolce Far Niente, Mayte Martín, Titelles per Poc, Lied: Maite Mer & Lluís Rodríguez, Mònica Green Cor de Teatre de Banyoles[8]
- 2008: Kuami Mensah, Pedro Guerra, Un Plat Ple de Poesia Està, Praga, I Fagiolini, Nouvelle Vague, Love of Lesbian, Veus Quines Veus?, Markooz, Tríada, Sergio Makaroff, Claudio G. Sanna, Ensemble l'Albera, Eduard Canimas, De Cançons i Corrandes, Pep Gimeno Botifarra.[9]
- 2009: La Mal Coiffée, Cantatataula, Mazoni, u_mä, Anímic, Maria del Mar Bonet, Hanne Hukkelberg, Les Síxters, Nose Beatbox, Roger Mas, Chilcott, Fauré i Rautavaara, Euclydes Mattos Trio, Itinerari de paraules, Hyperpotamus, Santa N, Wimoweh, Llama, Kodjo Senyo, Carles Dénia.[10]
- 2010: Anna Roig i L'ombre de ton chien, Mercedes Peón, At Versaris i Asstrio, J.U.L.A.I., Christina Rosenvinge, Martirio, Smoking Bambino, Earth Angels, Ens hi ha portat la paraula, Vinyoli, El Petit de Cal Eril, Beatmac, Maika Makovski, L'exageració de la veu parlada, Jordi Domènech, El Trio Chikiboom, Daniel Higiénico, Maria Coma.[11]
- 2011: Vocal Tempo, Nawja, Cor de Teatre, Caiko, Bauchklang, Rosario Solano, La iaia, Mercé Sampietro i Eduard Iniesta, Antònia Font, The Pepper Pots, Cor Infantil Amics de la Unió, Spontaneous Combustion, De Calaix, Ojos de mil años, Imma Colomer i Dioni Chico, Silvia Pérez Cruz & Javier Colina Trio.[12]
- 2012: Manos de Topo, Accidents Polipoètics, Mishima, The New Raemon, Samfaina de Colors, Cor de la Universitat Ramon Llull, Joana Serrat, The Hanfris Quartet, Cançons de la veritat oculta, Quimi Portet, Beardyman, La veu és teva!, MuOM, The Harmonic Ensemble, Paul Fuster, Verd i Blau, Gafieira Miúda, Retaule d'avars, Las Migas, Sly Johnson.[13]

- 2013: Dei Furbi, Puntí, Markooz, Standstill, Eduard Mas i Alba Bosch, Dallonses, Anni B Sweet, Ocumé, Bradien + Eduard Escoffet, Man Ex Maqina, Delikatessen, Joan Colomo, Xerramequ Tiquis Miquis, Ensemble Pelegrí, Salao & Jaco Abel, Manel, Esther Condal, Núria Graham, Juan Perro, La Troba Kung-Fú, Maïa Vidal.[14]

- 2014: Vinyoli, Maria Coma, Muchachito y sus compadres, The Excitements, Germà Negre, 5è Campionat Beatbox, Llibert, Kitsch, Morgat Morgat, Sanjosex, Carles Belda i Marc Serrats, Jazz Machín, Soledad Vélez, SSM BigHand i Laia Cagigal, Miquel Gil i Pep Botifarra, La iaia, Nyam!, Miguel Noguera, Micro-Zenit, Jorge Drexler, Radio Babel Marseille.[15]

- 2015: Marina BBface & The Beatroots, Acorar, Joan Miquel Oliver, Paco Ibáñez, BCN Beatbox Trio, Xarim Aresté, Daniel Lumbreras, The New Raemon, Cor de Teatre, Toti Soler, Joan Massotkleiner, Gemma Hummet, Pantaleó, Fundación Tony Manero, Voooox!, Isabel Vinardell & Isabelle Laudenbach, Mazoni, Halldor Mar, David Carabén, Les Anxovetes, Joan Margarit & Carles Margarit, The Gramophone Allstars Big Band.[16]
- 2016: Manel, Eclèctic, Vox Bigerri i la Mata de Jonc, Sanjosex, Informe per a una Acadèmia, Mayte Martín, Ramon Mirabet, Santi Careta, Germà Negre, Maria del Mar Bonet, Borja Penalba, Wom, Guillem Roma, Judit Neddermann, Micah P. Hinson, Pulmon Beatbox, Oques Grasses, Lluís Gavaldà i Trau, Maria Amal i Marcel Bagés, Quartet Mèlt, Velvet Candles, Niño de Elche, Celeste Alías i Marco Mezquida, Maika Makovski.[17]
- 2017: Viggo Mortensen i Rafel Plana, Maria Arnal i Marcel Bagés, Andrea Motis & Joan Chamorro Quartet, Fredy Beats, Auxili, Jaume Amella & Ferran Martínez, MuOM, L'amor fora de mapa, Aqueles, Alessio Arena, Gemma Humet, Paco Viciana, Marlango, José González, Renaldo & Clara, Howlin' Dogs, 2princesesbarbudes, Morgan, Cocanha, La iaia, Clara Peya, Funkystep & The Sey Sisters, Steve Smyth.[18]
- 2018: Santi Balmes, Clara Segura i Fluren Ferrer, Judit Neddermann, Vinicio Capossela, Valtonyc, Senyor Oca, Dr. Calypso, Intana, Roger Mas, The Hanfris Quartet, David Verdaguer i Òscar Manchacoses, Xarim Aresté, Tornaveus, Tenors, The Otis Redding Show, Reggae per xics, Ferran Palau, Chris Kramer & Beatbox'n'Blues, Marcel Lázara i Júlia Arrey, Ariel Rot, Sangensemblen Amanda, El Petit de Cal Eril.[19]

- 2019: El Petit de Cal Eril, Daura Mangara, Cor de Teatre Small, Salvador Sobral, I'm a Soul Woman, Tarta Relena, Marc Parrot, Canimas - Jacquet - Mas, Corou de Berra, Jorge da Rocha, Pau Vallvé, Eduard Farelo, Brass Against, Cala Vento, Black Music Big Band, ajo & min, Beat Voices, Joana Serrat, Orchestra Fireluche i Pau Riba, Opus Jam.[20]

- 2021: Albert Pla, Tarta Relena, Nacho Vegas, Rodrigo Cuevas, Rita Payés i Elisabeth Roma, San Salvador, Cor de Teatre i Vespres d'Arnadí, Joan Garriga i el Mariatxi Galàctic, Berywam, Joan Colomo, Marala, David Carabén, Nico Roig, Enric Casasses, Anna Andreu, Pulmon Beatbox, La Ludwig Band, Reggae per xics, Sam Berridge.
- 2022: Manu Chao acústic, Joan Miquel Oliver, Birds on a Wire, Rodrigo Laviña y su combo, El Pony Pisador, Xarim Aresté, Anna Ferrer, Cor de Teatre, Cor Jove Amics de la Unió, Pere Arquillué, Maria Jaume, MuOM, Amorante, Alba Morena, Beatbox Open Banyoles, Música Nua, Deixa't d'històries!, Antònia Vicens i Antoni Vidal.
- 2023: Rodrigo Cuevas, Cocahna, La Lugwid Band, Pau Vallvé, Mireia Vives i Borja Penalba, Isaac et Nora, Mazoni, Maestro Espada, Quico Pi de la Serra, Les Mécanos, Maria Coma, Boom Boom Fighters & Cookah P, Mar Pujol, 97 Onzas, Bachcelona Akademie amb Carlos Mena, Cor de Teatre, cabosanroque, 4GAMI, Toni Casassas, Marc Parrot i Eva Armisén, Pere Figueres.
- 2024: Albert Pla & The Surprise Band, Salvador Sobral, Marina Herlop, The Gramophone Allstars Big Band, Gorka Urbizu, La iaia, Hip Horns Brass Collective, Momi Maiga, Mireia Calafell & Nil Ciuró, Alba Carmona, Amaia Miranda, Marc Parrot, Cor de Teatre Operetta, El Pony Menut, Joan Garriga, Acorar, De_paper, Markooz, Ernest Crusats, Alosa, Les Anxovetes, Cor de Teatre La Gala.

## Localitzacions
El festival se celebra en diverses localitzacions singulars de la capital del Pla de l'Estany com la Muralla, el Club Natació Banyoles, el Teatre Municipal de Banyoles, l'Església de Santa Maria de Banyoles, el Monestir de Sant Esteve de Banyoles, el Parc de la Draga, l'Estany de Banyoles, la barca turística La Tirona, l'Ateneu de Banyoles, l'Església del Remei, la Plaça del Teatre, la Plaça Major, la Plaça de les Rodes, entre d'altres.

## Imatge gràfica
El festival, a part d'actuacions musicals, combina la música amb activitats culturals i lúdiques i socials paral·leles. Des de la primera edició, la imatge gràfica del festival ha explorat diferents elements, molts d'ells relacionats amb la veu. L'any 2006, les psicofonies van fer de fil conductor de tota la imatge de l'(a)phònica, el 2007 ho fou el karaoke, el 2008 els rumors, en 2009, el taral·lareg, el 2010, el silenci, l'any 2011, els remeis naturals per aclarir la veu amb la imatge creada a partir de les Pastilles Juanola, el 2012, la veu del poble, el 2013, la veu de l'afició, amb càntics, banderes i colors, el 2014 va ser el discurs, el 2015, la repetició, el 2016, el cinema mut, el 2017, en les icones banyolines; el 2018, stickers i adhesius, el 2019, escenaris i els llocs més emblemàtics de Banyoles, el 2021 en l'arribada de l'estiu i els gelats, amb la creació de tres gelats artesans exclusius del festival, el 2022, les anècdotes i històries viscudes durant les diferents edicions, i el 2023, les dones d’aigua de la il·lustradora Pilarín Bayés.
La imatge gràfica del festival ha obtingut diversos premis i distincions, com el Premi Laus de plata al 2012 i el Premi GiDi (Associació de Dissenyadors de Girona).